# Samsung Galaxy A5 (2017)
El Samsung Galaxy A5 (2017) es un móvil Android producido por Samsung Electronics. Fue anunciado el 2 de enero de 2017 junto con el Samsung Galaxy A3 (2017) y el Samsung Galaxy A7 (2017). Este movimiento marca el primer lanzamiento de un producto Samsung desde la suspensión del Galaxy Note 7 en octubre de 2016.
El Samsung Galaxy A5 (2017) ejecuta Android 6.0.1 Marshmallow de forma inmediata y se ejecuta en la interfaz Grace UX, pero se actualizó durante agosto de 2017 a Android 7.0 Nougat y una vez más en abril de 2018 para ejecutar Android 8.0 .0 Oreo. El teléfono inteligente cuenta con un Exynos 7880 SoC constando de 8 ARM Cortex-A53 respaldado por la GPU Mali-T830 y cuenta con 3 GB de RAM y 32 GB almacenamiento interno, ampliable a 256 GB a través de una ranura MicroSD que tiene una ranura dedicada, a diferencia de sus predecesores del A5 (que se colocó en la segunda ranura Nano-SIM). El dispositivo tiene una batería no extraíble como su predecesor, con una capacidad de carga rápida de 3000 mAh. Sus características adicionales son similares a las de los modelos 2016 de Samsung incluyen resistencia al agua IP68, pantalla Always-on y respaldo de cristal 3D con Gorilla Glass 4. Una nueva funcionalidad "Always On display" muestra un reloj, calendario y notificaciones en pantalla cuando el dispositivo está en espera.

## Disponibilidad
Después de la presentación, Samsung anunció que  venderán hasta 20 millones de teléfonos inteligentes, orientados a Europa Occidental y Oriental, África, Asia y Latinoamérica. A diferencia de sus predecesores, el Galaxy A5 (2017) no llegará a los Estados Unidos. Sin embargo, el Galaxy A5 (2017) va a ser vendido en Canadá, a diferencia de la edición de 2016.

### Variantes
| Modelo       | Procesador                 | SIM  | Región                                                      |
| ------------ | -------------------------- | ---- | ----------------------------------------------------------- |
| SM-Un520F    | Samsung Exynos 7 Octa 7880 | Solo | Europa, Asia, África, Latinoamérica, Oceanía, Oriente Medio |
| SM-Un520F/DS | Samsung Exynos 7 Octa 7880 | Dual | Rusia, Kazajistán, Ucrania                                  |
| SM-Un520     | Samsung Exynos 7 Octa 7880 | Solo | Canadá                                                      |